# Soare Sterian
Soare Sterian (ur. w 1906, zm. w 1970) – rumuński rugbysta, brązowy medalista Igrzysk Olimpijskich 1924 w Paryżu. Były to jedyne mecze w karierze tego zawodnika w reprezentacji narodowej.